# Jajva
Jajva (rusky Яйва) je řeka v Permském kraji v Rusku. Je 304 km dlouhá. Povodí má rozlohu 6250 km².

## Průběh toku
Pramení na hřbetu Kvarkuš. Ústí do Kamské přehrady jako levý přítok Kamy.

## Vodní stav
Zdroj vody je smíšený s převahou sněhového. Průměrný roční průtok vody ve vzdálenosti 87 km od ústí činí 88 m³/s. Zamrzá ve druhé polovině října až na začátku listopadu a rozmrzá na konci dubna a6 na začátku května.

## Využití
Řeka je splavná a na dolních 15 km je rozvinutá lodní doprava. Leží na ní město Jajva.